# الكسندر إتش. ماين
الكسندر إتش. ماين هو شخصية أعمال وسياسي أمريكي، ولد في 22 يونيو 1824، وتوفي في 10 يناير 1896. نشط حزبياً في الحزب الجمهوري. وقد انتخب عضو جمعية ولاية نيويورك ‏.